# Beachwood (New Jersey)
Beachwood ist eine Gemeinde (borough) innerhalb des Ocean County im Bundesstaat New Jersey in den Vereinigten Staaten. Das U.S. Census Bureau ermittelte bei der Volkszählung 2020 eine Einwohnerzahl von 10.859.

## Geschichte
Die heutige Gemeinde Beachwood geht auf einen Plan aus dem Jahr 1914 zurück, der von den Herausgebern der New-York Tribune unterstützt wurde. Dabei wurden 1763 Acres (7,13 km²) von Berkeley Township gekauft und als Sommerkolonie mit dem Namen Beachwood abgeteilt. Die Käufer zahlten 19,60 Dollar für ein Grundstück mit den Maßen 6,1 m × 30,5 m und erhielten als Bonus ein sechsmonatiges Abonnement der Tribune. Die ersten Bewohner der Siedlung zogen im April 1915 ein, und die Arbeiten an einem Clubhaus, dem Pier, dem Badehaus, der Lodge, einem Speisesaal und einer Eisenbahnstation sollten bis Ende Mai abgeschlossen sein. Zu den weiteren Angeboten innerhalb der Siedlung gehörten Tennisplätze und Einrichtungen am Strand und am Fluss zum Kanufahren, Segeln und Schwimmen. Die ersten Wohngebäude der Gemeinde wurden während dieser ersten Sommersaison gebaut.
Beachwood wurde am 22. März 1917 durch ein Gesetz der Legislative von New Jersey aus Teilen von Berkeley Township als Borough gegründet, basierend auf den Ergebnissen eines Referendums vom 12. April 1917.

## Demografie
Nach einer Schätzung von 2019 leben in Beachwood 11.312 Menschen. Die Bevölkerung teilte sich im selben Jahr auf in 91,3 % Weiße, 3,9 % Afroamerikaner, 0,1 % Asiaten und 3,0 % mit zwei oder mehr Ethnizitäten. Hispanics oder Latinos aller Ethnien machten 8,9 % der Bevölkerung aus. Das mittlere Haushaltseinkommen lag bei 79.777 US-Dollar und die Armutsquote bei 9,2 %.

## Persönlichkeiten
- Mark Geiger (* 1974), Fußballschiedsrichter